# MGstat
MGstat é uma biblioteca de geoestatística na linguagem Matlab. Tem interface directo para vários softwares como é o caso do S-GeMS, GSTAT, e VISIM. Foi desenvolvido pelo professor Thomas Mejer no Instituto Niels Bohr, Dinamarca. A sua popularidade é quase exclusiva para a comunidade de utilizadores de Matlab muito embora existam outros pacotes na mesma linguagem com é o caso do The GLOBEC Kriging Software Package e DACE.

## Funções
De entre os seus algoritmos existem:
- Krigagem simples.
- Krigagem normal (krigagem ordinária).
- Krigagem universal com tendência.

## Discussão
Foi apontado por alguns dos seus utilizadores que a documentação desta biblioteca é insuficiente.